# Day (Florida)
Day es un lugar designado por el censo ubicado en el condado de Lafayette en el estado estadounidense de Florida. En el Censo de 2010 tenía una población de 116 habitantes y una densidad poblacional de 48,58 personas por km².

## Geografía
Day se encuentra ubicado en las coordenadas 30°11′54″N 83°17′14″O / 30.19833, -83.28722. Según la Oficina del Censo de los Estados Unidos, Day tiene una superficie total de 2.39 km², de la cual 2.35 km² corresponden a tierra firme y (1.74%) 0.04 km² es agua.

## Demografía
Según el censo de 2010, había 116 personas residiendo en Day. La densidad de población era de 48,58 hab./km². De los 116 habitantes, Day estaba compuesto por el 99.14% blancos, el 0% eran afroamericanos, el 0% eran amerindios, el 0% eran asiáticos, el 0% eran isleños del Pacífico, el 0% eran de otras razas y el 0.86% pertenecían a dos o más razas. Del total de la población el 0% eran hispanos o latinos de cualquier raza.